# Ro
Ro (grčki srednji rod: Ρω; veliko slovo Ρ; malo slovo ρ ili ϱ) sedamnaesto je slovo grčkog alfabeta i ima brojčanu vrijednost od 100. Izgovara se /r/ ili /ɾ/.

## Podrijetlo
Slovo reš iz feničkog pisma izvor je grčkoga slova ro.

## Šifra znaka
|                   | Veliko slovo P           | Malo slovo ρ           | Malo slovo ϱ     |
| ----------------- | ------------------------ | ---------------------- | ---------------- |
| Unicode Codepoint | U+03A1                   | U+03C1                 | U+03F1           |
| Unicode-Ime       | GREEK CAPITAL LETTER RHO | GREEK SMALL LETTER RHO | GREEK RHO SYMBOL |
| HTML              | &#929;                   | &#961;                 | &#1009;          |
| HTML-Identitet    | &Rho;                    | &rho;                  | -                |